# مار دریایی شکم‌زرد
مار دریایی شکم‌زرد (نام علمی: Hydrophis platurus) نام یک گونه از مارهای زهرآگین دریایی از تیره کفچه‌ماران است. این گونه، در آب‌های مناطق گرمسیری، به استثنای اقیانوس اطلس یافت می‌شود. زهر این مار، مانند سایر دریا مارها بسیار قوی است. این زهر متشکل از چندین نوروتوکسین مختلف و دو ایزوتوکسین است.
لازم به ذکر است که این گونه از مار های دریایی در سواحل خلیج فارس و جزیره های خلیج فارس نیز زندگی می کند و نیش ان خطرناک بوده و در صورت مار گزیدگی لازم است تا بیمار به درمانگاه مراجعه و پادتن مربوطه را تزریق نماید. 